# Volt egyszer egy nyár
A Volt egyszer egy nyár (eredeti cím: Aftersun) egy 2022-es filmdráma, amelyet Charlotte Wells írt és rendezett, Paul Mescal, Frankie Corio és Celia Rowlson-Hall főszereplésével. A 2000-es évek elején játszódó film Sophie-t, egy 11 éves skót lányt követi nyomon, amint apjával nyaral egy török üdülőhelyen 31. születésnapja előestéjén.
A Volt egyszer egy nyárt az Amerikai Egyesült Államokban 2022. október 21-én adta ki az A24, az Egyesült Királyságban pedig 2022. november 18-án a Mubi. A film elismerést kapott a kritikusoktól, akik dicsérték  Wells rendezését és forgatókönyvét, valamint Mescal és Corio alakítását, előbbi pedig a 95. Oscar-díjátadón a legjobb színész kategóriájában kapott jelölést. A National Board of Review 2022 legjobb filmjei közé is választotta, a 76. BAFTA díjátadón a rendezőt a legjobb debütáló rendező kategóriában díjjal jutalmazták.

## Szereplők
- Paul Mescal mint Calum (Jakab Márk)
- Frankie Corio mint Sophie (Hegedűs Johanna)
  - Celia Rowlson-Hall felnőtt Sophie-ként
- Sally Messham mint Belinda
- Brooklyn Toulson mint Michael
- Spike Fearn Olly szerepében
- Harry Perdios mint Toby
- Ruby Thompson mint Laura
- Ethan James Smith mint Scott
- Kayleigh Coleman mint Jane

## Készítése
A filmet Charlotte Wells rendező és írónő munkája filmje. "Érzelmileg önéletrajzinak" nevezte a filmet, és egy fiatal szülő és lánya közötti kapcsolat "egy másik időszakába" próbált belemenni, mint amit a 2015-ös, Kedd című debütáló rövidfilmjében felfedezett. Frankie Corio egyike volt annak a több mint 800 jelentkezőnek a szereposztás előtt. A forgatás a törökországi Ölüdenizben zajlott. A kéthetes próbaidőszak alatt Corio és Mescal egy üdülőhelyen töltötték az időt, hogy hitelesebbé tegyék dinamikájukat.

## Premier
A filmet a Nemzetközi Kritikusok Hete keretében mutatták be a 2022-es cannes-i fesztiválon, ahol a zsűri díját nyerte el. Bemutatták az Edinburgh-i Nemzetközi Filmfesztiválon, a Melbourne-i Nemzetközi Filmfesztiválon, a Telluride Filmfesztiválon, a Torontói Nemzetközi Filmfesztiválon, a Londoni Filmfesztiválon, a New York-i Filmfesztiválon, és azAdelaide-i Filmfesztiválon is.
A Vot egyszer egy nyárt Ausztriában, Franciaországban, Németországban, Indiában, Írországban, Olaszországban, Latin-Amerikában, Spanyolországban, Törökországban és az Egyesült Királyságban a Mubi, az Egyesült Államokban és Kanadában pedig az A24 forgalmazza. Az Egyesült Államokban 2022. október 21-én, az Egyesült Királyságban pedig 2022. november 18-án mutatták be a mozikban, itthon pedig 2023. március 9-én debütált a magyar mozikban.

## Fogadtatás

### Kritikusok

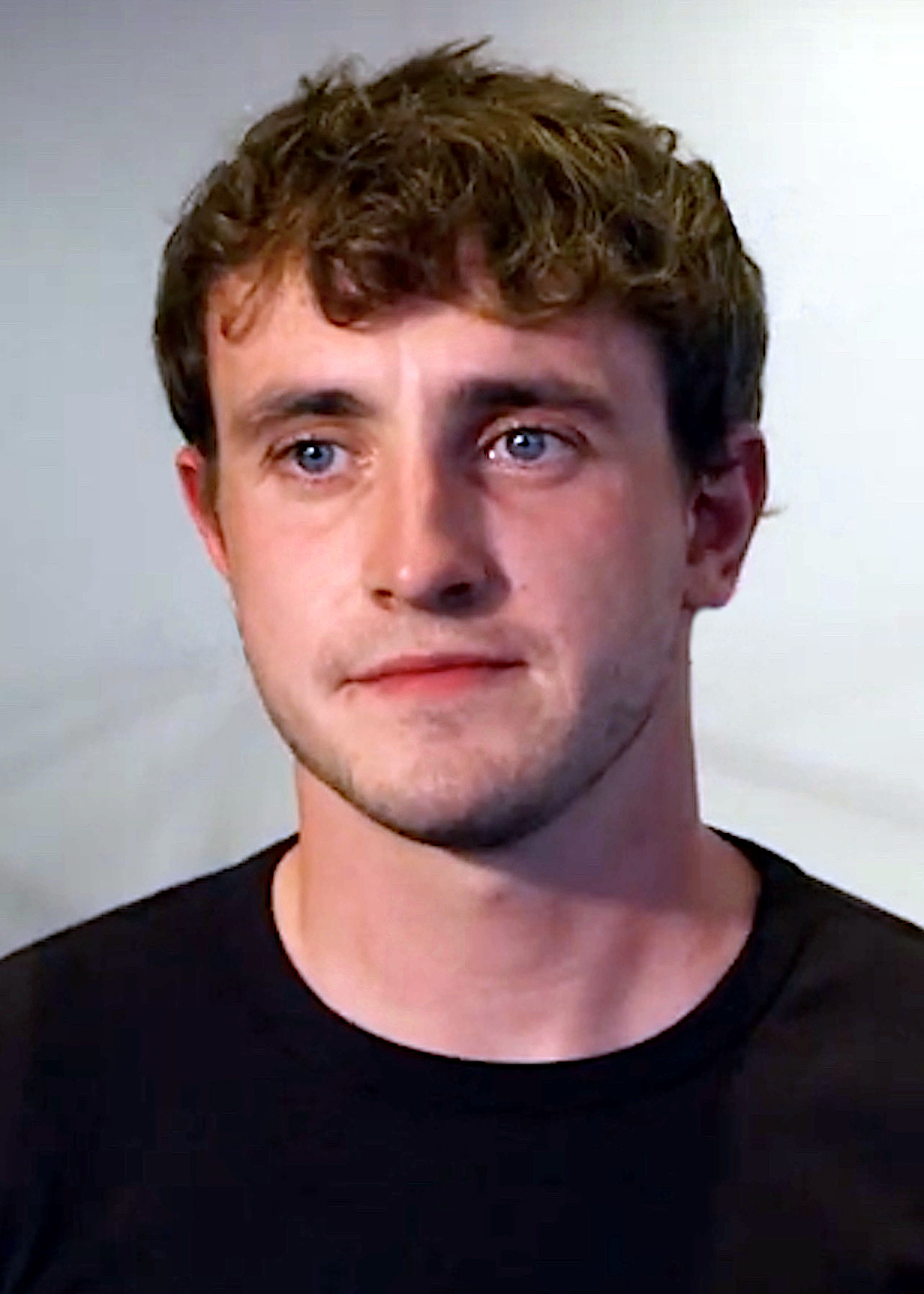
Paul Mescal széleskörű kritikai dicséretben részesült Calum Paterson alakításáért, és karrierje első jelölését megkapta a legjobb színésznek járó Oscar-díjra

A Rotten Tomatoes oldalon a film 95%-on áll 218 vélemény alapján. A Metacritic 46 kritikusa alapján 100-ból 95-ös súlyozott átlagpontszámot adott a filmnek, ami "egyetemes elismerést" jelez.  Az IMDb-n 44 ezer felhasználó átlagos pontszáma 7,7 ponton áll 2023 márciusában.
A TheWrap kritikusai szerint: "Másként fogod elhagyni a mozitermet." A The Daily Telegraph úgy fogalmazott, "Paul Mescal alakítása lenyűgöző". Sőt, hozzáteszik, hogy napjaink egyik legtehetségesebb színésze. A The Guardian és a Time Out 5 csillagot adott rá.

### Fontosabb díjak
| Díj       | Jelölés                  | Jelölt                | Eredmény |
| --------- | ------------------------ | --------------------- | -------- |
| Oscar-díj | legjobb férfi főszereplő | Paul Mescal           | Jelölve  |
| BAFTA-díj | legjobb debütálás        | Charlotte Wells       | Elnyerte |
| BAFTA-díj | legjobb casting          | Lucy Pardee           | Jelölve  |
| BAFTA-díj | legjobb brit film        | Volt egyszer egy nyár | Jelölve  |
| BAFTA-díj | legjobb férfi főszereplő | Paul Mescal           | Jelölve  |

## Fordítás
Ez a szócikk részben vagy egészben  az   Aftersun című angol Wikipédia-szócikk ezen változatának fordításán alapul.  Az eredeti cikk szerkesztőit annak laptörténete sorolja fel. Ez a jelzés csupán a megfogalmazás eredetét és a szerzői jogokat jelzi, nem szolgál a cikkben szereplő információk forrásmegjelöléseként.